# Juan Antonio Ríos
Pour les articles homonymes, voir Rios.
Juan Antonio Ríos Morales (10 novembre 1888 - 27 juin 1946), est un homme d'État, président de la République du Chili de 1942 à 1946. Membre du Parti radical, il bat le général Carlos Ibáñez del Campo lors de l'élection présidentielle de 1942, après la mort du président Pedro Aguirre Cerda.
Son gouvernement s'engage tout d'abord à rester neutre au cours de la Seconde Guerre mondiale, mais les pressions économiques et diplomatiques l'amènent finalement à rompre les relations avec les puissances de l'Axe. Ce faisant, il permet au Chili d'être éligible au programme prêt-bail mis en place par les États-Unis, et obtient des prêts qui contribuent au redressement économique du pays. Les relations étroites avec les États-Unis n'en représentent pas moins un grave problème pour lui : peu après la fin de la guerre, en octobre 1945, son cabinet démissionne après une visite d'État à Washington.
Sur le plan économique, il doit faire face à l'augmentation du chômage et à la baisse des salaires causées par la chute des cours mondiaux du cuivre. Sa santé vacillant, il doit renoncer à la charge présidentielle en janvier 1946 au profit de son ministre de l'Intérieur, Alfredo Duhalde Vásquez. Il meurt quelques mois plus tard.